# Peleg Sprague (Politiker, 1756)
Peleg Sprague (* 10. Dezember 1756 in Rochester, Plymouth County, Province of Massachusetts Bay; † 20. April 1800 in Keene, New Hampshire) war ein englisch-amerikanischer Politiker. Zwischen 1797 und 1799 vertrat er den Bundesstaat New Hampshire im US-Repräsentantenhaus.

## Werdegang
Peleg Sprague war in seiner Jugend in einem Laden in Littleton angestellt. Danach besuchte er das Harvard College, die spätere Harvard University und bis 1783 das Dartmouth College in Hanover. Nach einem Jurastudium und seiner im Jahr 1785 erfolgten Zulassung als Rechtsanwalt begann Sprague in Winchendon (Massachusetts) in seinem neuen Beruf zu arbeiten. 1787 zog er nach Keene in New Hampshire. Dort war er von 1789 bis 1791 Gemeinderat. Im Jahr 1794 war er Bezirksstaatsanwalt im Cheshire County.
Sprague war Mitglied der Föderalistischen Partei. Im Jahr 1797 wurde er in das Repräsentantenhaus von New Hampshire gewählt. Nach dem Rücktritt des Kongressabgeordneten Jeremiah Smith wurde er in einer staatsweit abgehaltenen Nachwahl zu dessen Nachfolger im US-Repräsentantenhaus gewählt. Dort beendete er zwischen dem 15. Dezember 1797 und dem 3. März 1799 die von seinem Vorgänger angebrochene Legislaturperiode. Bei den regulären Wahlen des Jahres 1798 kandidierte Sprague nicht mehr. Er starb am 20. April 1800 in Keene.
Peleg Sprague war mit dem gleichnamigen Politiker des Bundesstaats Maine (1793–1880) nur weitläufig verwandt. John Sprague (ca. 1630–1676) war Vorfahre der beiden in männlicher Linie.